# السويق
السويق قرية من قرى ينبع النخل بمحافظة ينبع والتابعة لمنطقة المدينة المنورة في السعودية، تقع جنوب غرب المدينة المنورة.